# Greenhills (Nouvelle-Zélande)
Greenhills est une banlieue de la cité la plus au sud de la Nouvelle-Zélande qui est Invercargill.
C‘est une pittoresque mais robuste communauté avec des prairies luxuriantes et le domicile des Three Sisters, un élément du paysage formé de trois montagnes visibles à partir d’Invercargill et des terres aux alentours. 

## Démographie
Greenhills est une partie de la zone statistique de Woodend-Greenhills.